# Lepidiolamprologus
Lepidiolamprologus – rodzaj słodkowodnych ryb okoniokształtnych z rodziny pielęgnicowatych (Cichlidae).

## Występowanie
Gatunki endemiczne jeziora Tanganika w Afryce. Zasiedlają strefę litoralu.

## Klasyfikacja
Gatunki zaliczane do tego rodzaju:
- Lepidiolamprologus attenuatus (Steindachner, 1909)
- Lepidiolamprologus boulengeri (Steindachner, 1909)
- Lepidiolamprologus elongatus (Boulenger, 1898)
- Lepidiolamprologus hecqui (Boulenger, 1899)
- Lepidiolamprologus kamambae Kullander, Karlsson & Karlsson, 2012
- Lepidiolamprologus kendalli (Poll & Stewart, 1977)
- Lepidiolamprologus meeli (Poll, 1948)
- Lepidiolamprologus mimicus Schelly, Takahashi, Bills & Hori, 2007
- Lepidiolamprologus pleuromaculatus (Trewavas & Poll, 1952)
- Lepidiolamprologus profundicola (Poll, 1949)